# Cupa României 1984-1985
Ediția 1984-1985 a fost a 47-a ediție a Cupei României la fotbal. A fost câștigată de Steaua București, care a învins-o în finală pe Universitatea Craiova cu scorul de 2-1.

## Desfășurare
Toate meciurile de după faza șaisprezecimilor, exceptând finala (care a avut loc în București), s-au jucat pe teren neutru. În șaisprezecimi au participat 32 de echipe, din care făceau parte și cele din Divizia A. Dacă după 90 de minute scorul era egal se jucau două reprize de prelungiri a câte 15 minute. Dacă după prelungiri scorul era tot egal, soarta calificării se decidea la loviturile de departajare. 

## Șaisprezecimi
| Data              | Echipă gazdă                |   | Echipă oaspete     | Rezultat   |
| ----------------- | --------------------------- | - | ------------------ | ---------- |
| 29 noiembrie 1984 | Victoria                    | – | Gloria Buzău       | 3:1        |
|                   | Sportul Muncitoresc Caracal | – | Rapid București    | 0:1 (d.p.) |
|                   | CFR Cluj                    | – | Steaua București   | 1:6        |
|                   | Viitorul Drăgășani          | – | SC Bacău           | 0:3        |
|                   | Nitramonia Făgăraș          | – | Corvinul           | 3:5        |
|                   | Focșani                     | – | Sportul Studențesc | 0:2        |
|                   | Dunărea Galați              | – | ASA Tîrgu Mureș    | 2:0        |
|                   | Medgidia⁠(d)                 | – | FCM Brașov         | 3:4 (pen.) |
|                   | AS Mizil                    | – | Scornicești        | 3:2 (d.p.) |
|                   | Minerul Oravița             | – | Politehnica Iași   | 1:3        |
|                   | Ceahlăul                    | – | F.C. Baia Mare     | 0:1        |
|                   | Șurianul Sebeș              | – | Dinamo București   | 1:6        |
|                   | CIL Sighetu Marmației       | – | FC Bihor           | 2:0        |
|                   | Chimia R Vâlcea             | – | Jiul Petroșani     | 2:0        |
| 15 decembrie 1984 | Argeș Pitești               | – | Poli Timișoara     | 2:1        |
| 16 februarie 1985 | CS Târgoviște               | – | U Craiova          | 0:3        |

## Optimi
| Data              | Echipă gazdă          |   | Echipă oaspete     | Rezultat   |
| ----------------- | --------------------- | - | ------------------ | ---------- |
| 20 februarie 1985 | Corvinul              | – | Dinamo București   | 1:2        |
|                   | FCM Brașov            | – | U Craiova          | 0:1        |
|                   | Argeș Pitești         | – | Politehnica Iași   | 1:2        |
|                   | CIL Sighetu Marmației | – | Victoria           | 1:0        |
|                   | Dunărea Galați        | – | Steaua București   | 0:2        |
|                   | Rapid București       | – | Chimia R Vâlcea    | 0:1        |
|                   | AS Mizil              | – | SC Bacău           | 3:2 (pen.) |
|                   | F.C. Baia Mare        | – | Sportul Studențesc | 1:0        |

## Sferturi
| Data              | Echipă gazdă     |   | Echipă oaspete        | Rezultat   |
| ----------------- | ---------------- | - | --------------------- | ---------- |
| 27 februarie 1985 | Politehnica Iași | – | CIL Sighetu Marmației | 2:0        |
|                   | Steaua București | – | F.C. Baia Mare        | 1:0        |
|                   | U Craiova        | – | AS Mizil              | 3:1 (d.p.) |
|                   | Dinamo București | – | Chimia R Vâlcea       | 3:1        |

## Semifinale
| Data          | Echipă gazdă     |   | Echipă oaspete   | Rezultat |
| ------------- | ---------------- | - | ---------------- | -------- |
| 12 iunie 1985 | Steaua București | – | Dinamo București | 5:0      |
|               | U Craiova        | – | Corvinul         | 2:0      |

## Finala
| Steaua București        | 2–1    | U Craiova |
| ----------------------- | ------ | --------- |
| Lăcătuș 10' Pițurcă 73' | Report | Cârțu 69' |

| GK             | 1  | Helmuth Duckadam   |
| DF             | 2  | Ștefan Iovan       |
| DF             | 4  | Adrian Bumbescu    |
| DF             | 6  | Miodrag Belodedici |
| DF             | 3  | Augustin Eduard    |
| MF             | 8  | Ștefan Petcu       |
| MF             | 11 | László Bölöni      |
| MF             | 5  | Tudorel Stoica     |
| MF             | 10 | Mihail Majearu 73' |
| FW             | 7  | Marius Lăcătuș 51' |
| FW             | 9  | Victor Pițurcă     |
| Substitutions: |    |                    |
| FW             | 14 | Gabi Balint 51'    |
| FW             | 15 | Marin Radu 73'     |
| Manager:       |    |                    |
| Emerich Jenei  |    |                    |

| GK                                | 1  | Silviu Lung         |
| DF                                | 2  | Nicolae Negrilă     |
| DF                                | 6  | Costică Ștefănescu  |
| DF                                | 3  | Nicolae Tilihoi 90' |
| DF                                | 4  | Marin Matei         |
| MF                                | 5  | Adrian Popescu      |
| MF                                | 8  | Vasile Mănăilă      |
| MF                                | 10 | Mircea Irimescu 66' |
| FW                                | 7  | Ion Geolgău 67'     |
| FW                                | 9  | Marian Bâcu         |
| FW                                | 11 | Sorin Cârțu         |
| Substitutions:                    |    |                     |
| DF                                | 13 | Emil Săndoi 67'     |
| Manager:                          |    |                     |
| Florin Halagian & Silviu Stănescu |    |                     |

| MATCH OFFICIALS - Assistant referees: - Mircea Salomir - Adrian Porumboiu |